# Diagrama contingențelor
Diagrama contingențelor (engleză Contingency diagram) este un instrument care utilizează brainstorming-ul și apelează la un proces de gândire pesimistă pentru a identifica modurile în care apar problemele (nedorite) într-un proces sau pentru a descoperi ce poate merge necorespunzător în cazul unui plan de acțiune. Rezultatele sunt apoi inversate pentru a genera soluții și măsuri preventive. În general, o contingență este un eveniment (de exemplu, o urgență) care poate apărea dar a cărui apariție nu este sigură. Contingența este un eveniment sau o circumstanță viitoare, posibil să apară sau să influențeze o acțiune prezentă; este o posibilitate viitoare de apariție. Dicționarul Business Dictionary propune următoarea definiție: „Un eveniment posibil care trebuie să fie pregătit” dacă ar apărea.

## Situații de utilizare
Diagrama contingențelor poate fi utilizată:
- pentru identificarea cauzelor problemelor;
- pentru elaborarea de soluții ale unor probleme care ar putea să apară;
- atunci când se planifică implementarea unei faze/etape a unui proiect, în special a soluției;
- înainte de a realiza o schimbare care să aibă efecte pozitive;
- mai ales, când gândirea negativă (pesimistă) împiedică grupul să genereze idei.

## Procedura de elaborare
1. Se identifică obiectul discuției: problema sau planul de acțiune propus și se notează pe un flipchart.
2. Prin brainstorming se caută modalitățile de a face ca lucrurile să meargă prost. Dacă este vorba de o problemă:
- ce se poate face să apară problema?
- cum poate fi înrăutățită potențiala problemă?

Dacă diagrama se elaborează pentru un plan de acțiune:
- ce eveniment/circumstanță poate face ca planul să eșueze?
- ce presupuneri/ipoteze pe care le facem se pot dovedi greșite?

Se notează fiecare idee pe flipchart, pe cât posibil cu cuvintele contribuitorului.
3. Atunci când nu mai sunt generate idei se inversează modul de gândire. Pentru fiecare idee inițială de pe flipchart se descriu acțiuni care le pot împiedica. Se notează aceste idei cu o culoare diferită.
4. După ce a fost inversată fiecare idee negativă, se va gândi la scară mai largă: se modifică ideile, se combină ideile, se extind tiparele (engleză pattern).

## Caracteristicile diagramelor de contingență
Acest instrument este util atunci când grupul de elaborare este blocat într-o gândire negativă (pesimistă) care împiedică creativitatea. Pentru efectuarea procedurii de elaborare se utilizează regulile și tehnicile brainstorming-ului.
Dacă se propun mai multe metode posibile de prevenire se vor nota toate.